# ويليام-ماتيو دوماس
ويليام-ماتيو دوماس هو مترجم ومؤرخ عسكري وضابط وعسكري وسياسي فرنسي، ولد في 23 نوفمبر 1753 في مونبلييه في فرنسا، وتوفي في 16 أكتوبر 1837 في باريس في فرنسا. انتخب member of the Chamber of Peers ‏ وانتخب member of the Council of Elders ‏ وانتخب نائب فرنسي.